# Kaktusovité

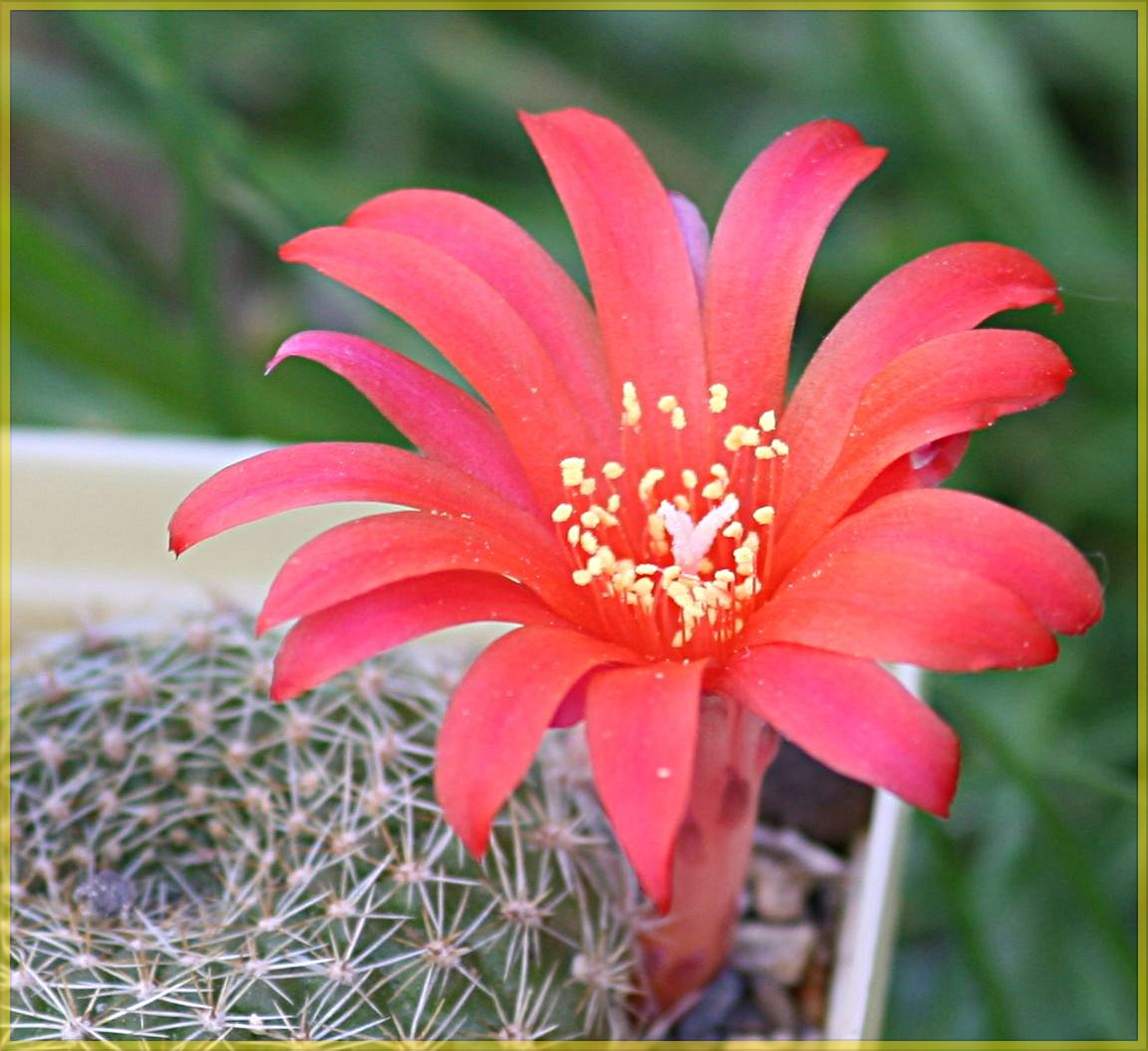
Rebucie Rebutia minuscula

Kaktusovité (Cactaceae), známé též jako kaktusy je čeleď dvouděložných rostlin z řádu hvozdíkotvaré. Jsou to vytrvalé rostliny se sukulentními stonky specifické stavby. Většina druhů nemá zelené listy, ty se přeměnily v trny. Květy mají mnoho okvětních lístků i tyčinek. Plodem je bobule.
Kaktusy zahrnují asi 1900 druhů ve 127 rodech. S výjimkou jediného druhu ripsalisu pocházejí výhradně z Ameriky, kde jsou rozšířeny od Kanady až po Patagonii. Největší počet druhů se vyskytuje v oblasti jihozápadu USA a severozápadu Mexika a také v jihoamerických Andách.
Kaktusy náležejí mezi oblíbené a obecně známé okrasné rostliny, pěstované v nepřeberném množství druhů. Opuncie mexická a některé jiné druhy jsou v tropech a subtropech pěstovány pro ovoce. Lofofory, Echinopsis pachanoi a další druhy slouží jako halucinogeny.

## Popis
Kaktusy jsou vytrvalé sukulentní rostliny dosti rozmanitého vzhledu. Většina pozemních druhů má kulovitý až sloupcovitý, popřípadě i zploštělý a článkovaný dužnatý stonek velmi specifické stavby. Stonek je na povrchu hrbolkatý, žebernatý až křídlatý. Většina druhů kaktusů je bezlistá a listy jsou přeměněny v trny. Plně vyvinuté listy nalezneme pouze u několika vývojově nejpůvodnějších rodů. Některé tyto kaktusy (Pereskia lychnidiflora, Quiabentia verticillata) mají stromovitý vzrůst a mohou dosáhnou výšky až 15 metrů. Drobné a brzy opadavé listy se objevují i u podčeledi Opuntioideae. Specifickým orgánem kaktusů jsou areoly. Jsou to v podstatě zkrácené postranní větévky, které mají vlastní růstové pletivo i cévní zásobení a nesou trny, případně i různé typy trichomů. U nemnohých kaktusů trny v dospělosti chybějí (např. lofofora, Ariocarpus, Blossfeldia). Epifytické kaktusy mají buď tenké stonky s okrouhlým průřezem (např. Rhipsalis), nebo zploštělé stonky (fylokládia) připomínající dužnaté listy (Epiphyllum, Disocactus aj.).

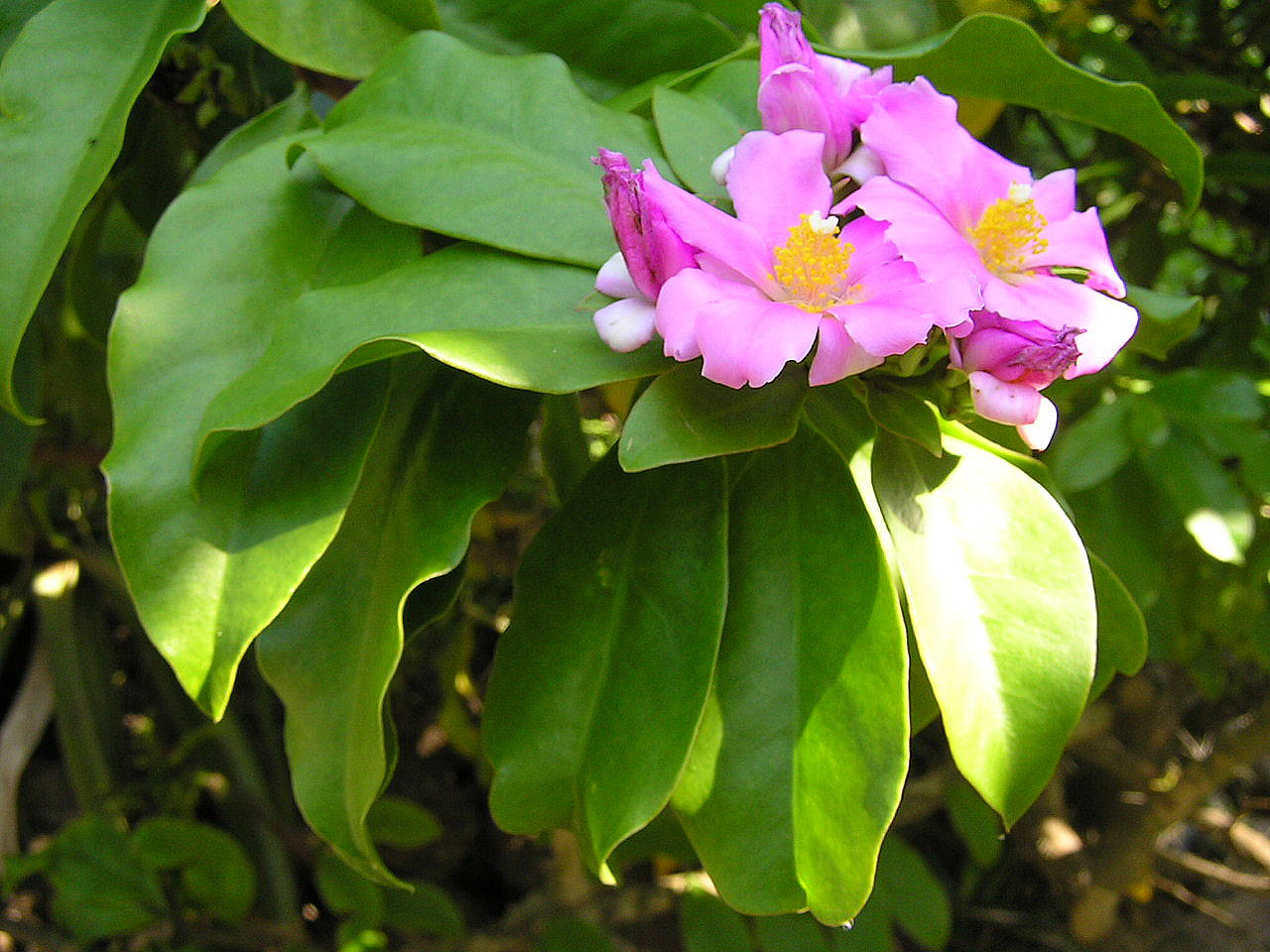
Olistěný kaktus Pereskia grandifolia
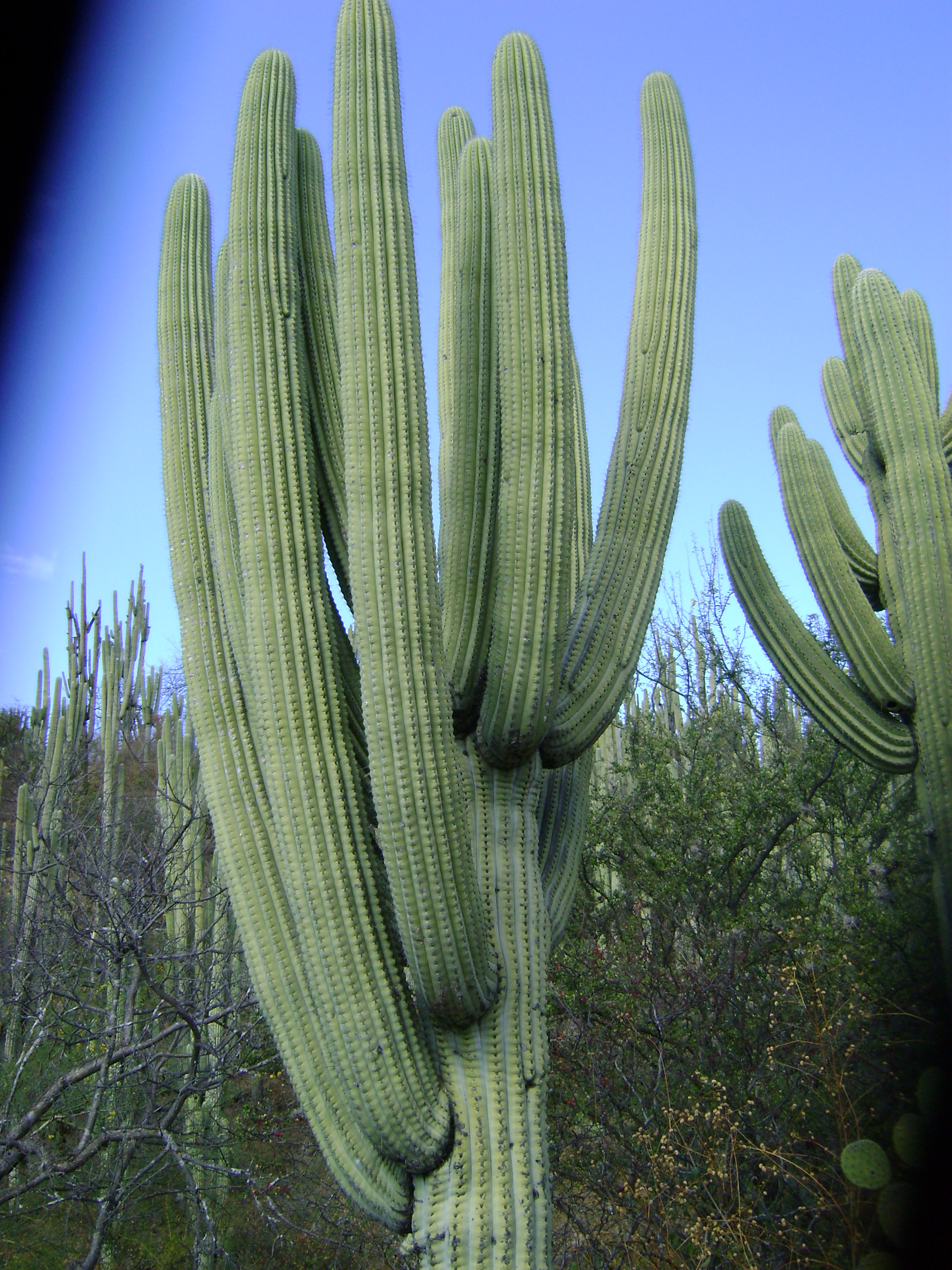
Sloupcovitý kaktus Neobuxbaumia tetezo
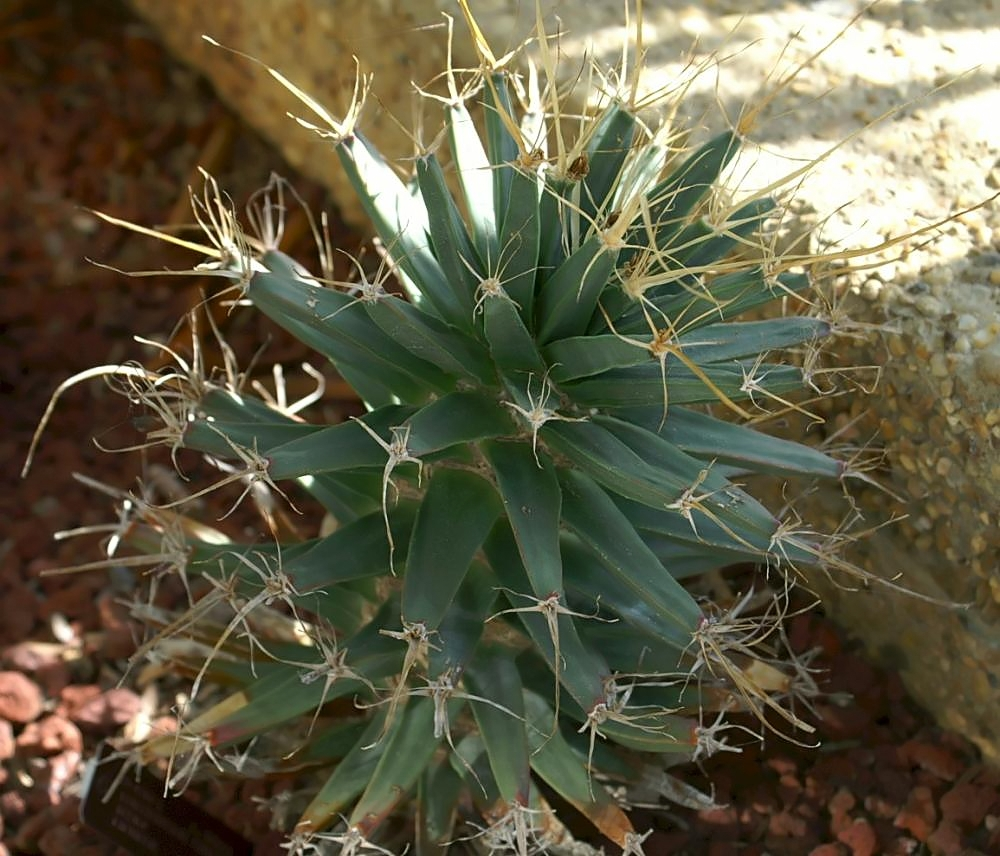
Kaktus Leuchtenbergia principis s unikátním vzhledem
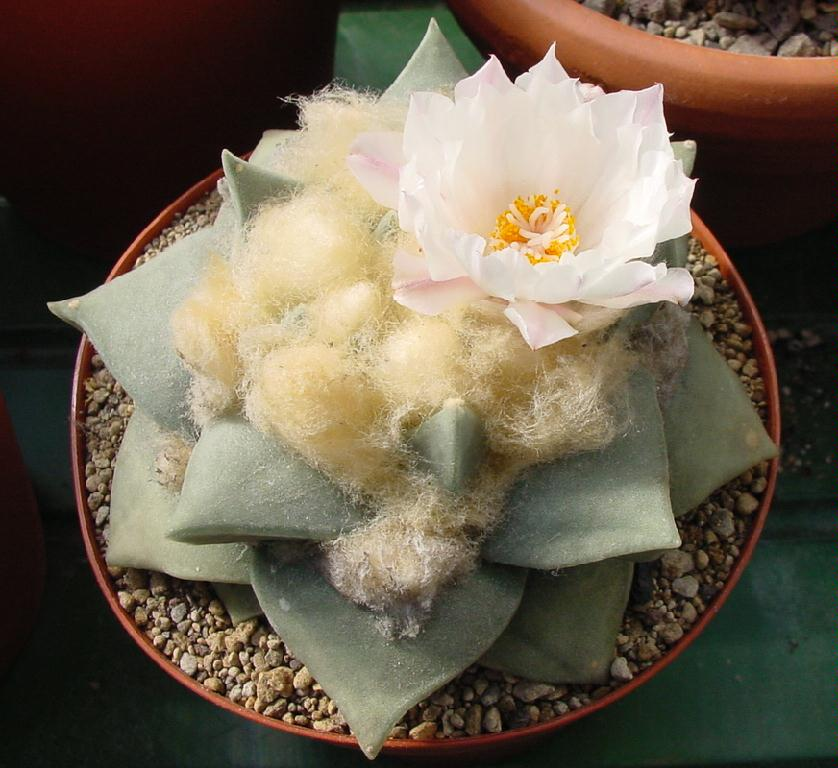
Beztrný kaktus Ariocarpus retusus
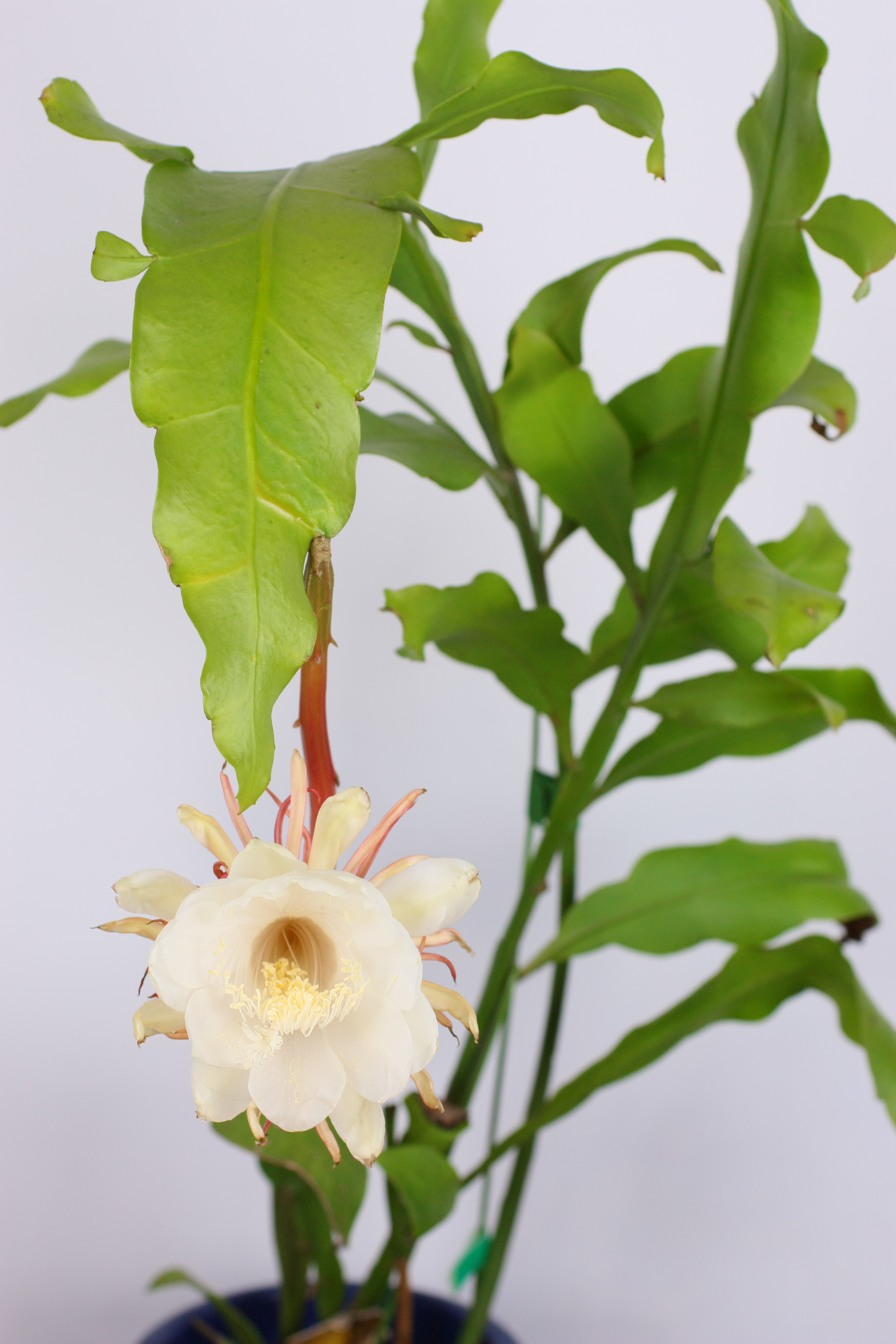
Epifytní kaktus Epiphyllum oxypetalum

Květy kaktusů jsou často pohledné a nápadné, zpravidla jednotlivé nebo řidčeji po několika na vrcholcích areol, výjimečně vrcholové (Pterocactus) nebo uspořádané v latovitých či vrcholíkovitých květenstvích (Pereskia). U většiny druhů jsou oboupohlavné a pravidelné. Květy mají dlouhou češuli, která je holá nebo pokrytá listenovitými šupinami, areolami, trichomy nebo i ostny. Okvětí je většinou složeno z velkého počtu lístků postupně přecházejících od kališních ke korunním. Tyčinek bývá velmi mnoho. Semeník je až na řídké výjimky (některé druhy Pereskia) spodní, srostlý ze 3 až 20 plodolistů a obsahující jedinou komůrku s mnoha vajíčky. Čnělka je jediná, počet bliznových laloků odpovídá počtu plodolistů. Plodem je dužnatá nebo suchá, za zralosti nepukavá nebo pukající bobule. Plody mohou být na povrchu lysé, šupinaté, chlupaté nebo ostnité. Semen bývá mnoho, u některých zástupců mohou nést míšek nebo strofiolu. Osemení je různým způsobem skulpturováno. Kaktusy kvetou poměrně krátce, což je dokladem jejich úsporného režimu s vodou.

## Rostliny podobné kaktusům
Kaktusům se poněkud podobají i některé jiné sukulentní rostliny, které jim však vesměs nejsou nijak příbuzné a také se vyskytují v jiných částech světa. Podobný vzhled je produktem přizpůsobení se obdobným ekologickým podmínkám. Kaktusům asi nejpodobnější jsou některé sukulentní pryšce, a to včetně žebernatých, sukulentních, trnitých stonků. Některé pryšce mají i kulovitý vzrůst. Lze je snadno rozeznat podle zcela odlišných květů, v nekvetoucím stavu pak např. podle párových trnů, které na rozdíl od trnů kaktusů vznikly přeměnou párových palistů. Všechny sukulentní pryšce pocházejí ze Starého světa, zejména z Afriky, zatímco kaktusy jsou rozšířeny v Americe. Z jiných čeledí se mohou kaktusům poněkud podobat např. některé stapélie a jim příbuzné sukulenty z čeledi toješťovité.

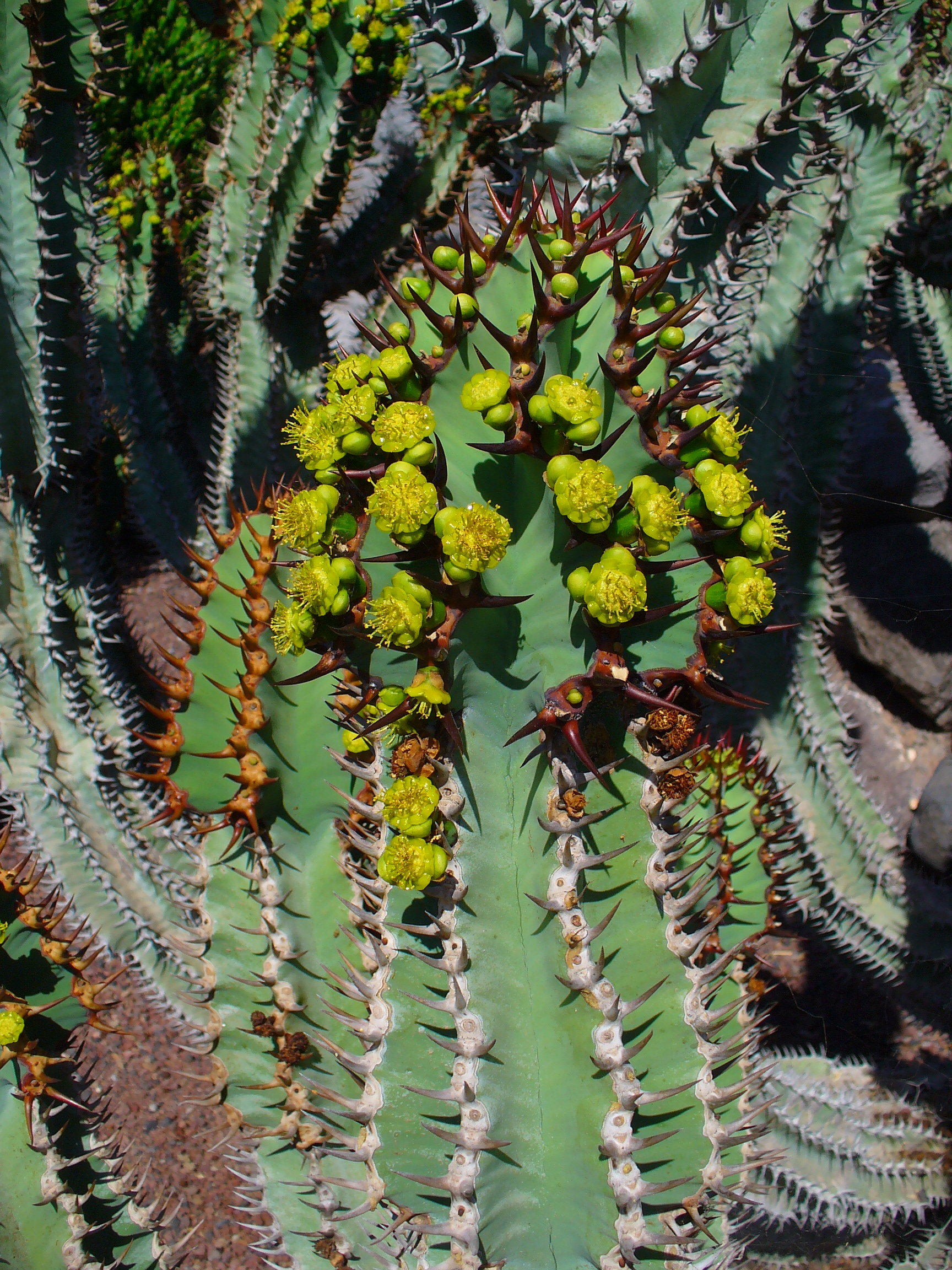
Sloupcovitý pryšec Euphorbia avasmontana
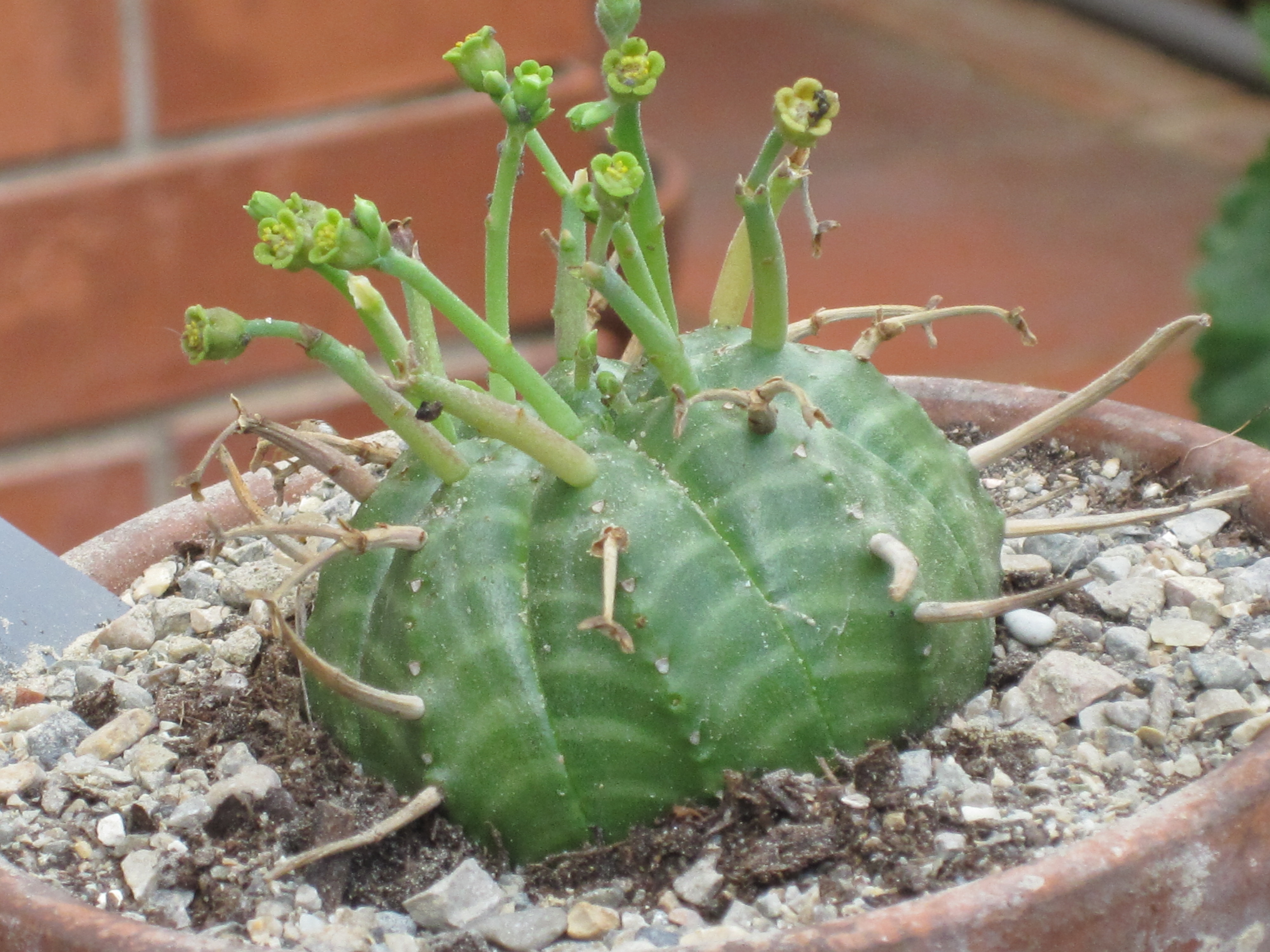
Kulovitý pryšec Euphorbia meloformis
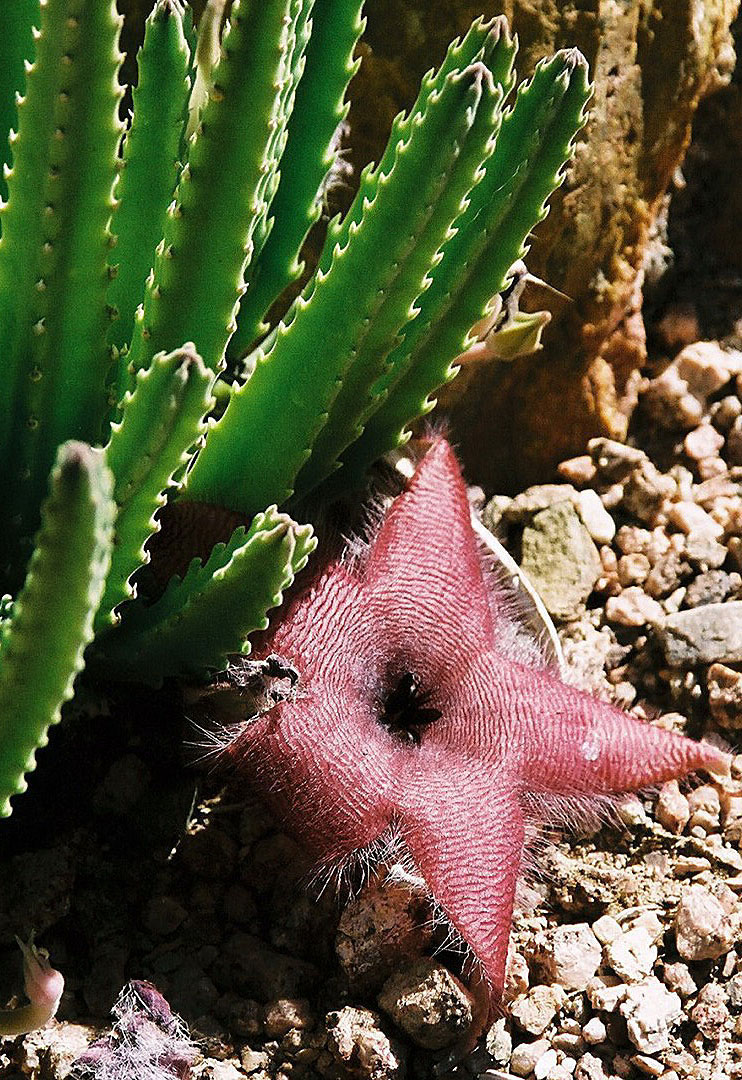
Stapélie Stapelia grandiflora
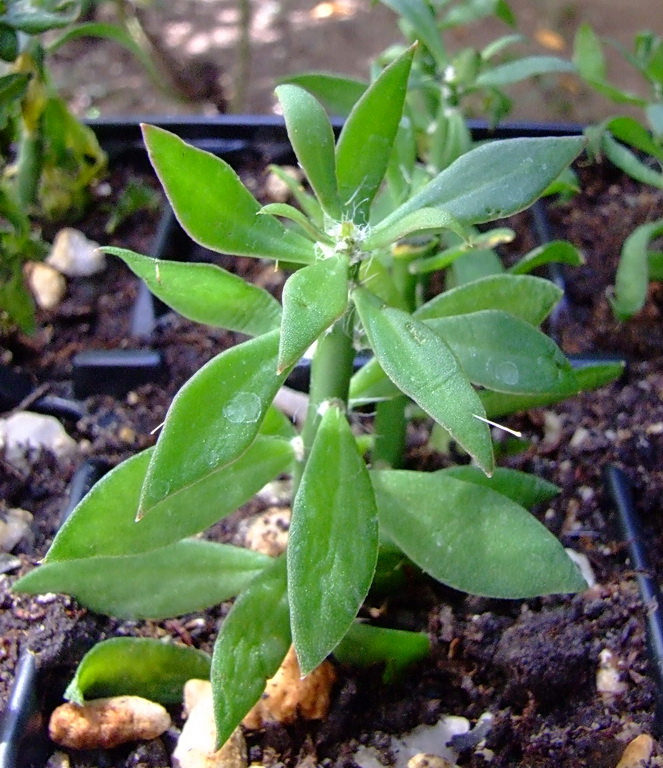
Pereskiopsis spathulata, olistěný kaktus podobný některým pryšcům

## Rozšíření
Čeleď kaktusovité zahrnuje dohromady asi 1900 druhů ve 127 rodech. Největší rody jsou opuncie (Opuntia, 205 druhů), mamilárie (Mammillaria, 166 druhů) a Echinopsis (78 druhů) Až na několik výjimek se vyskytují výhradně v Americe a přilehlých ostrovech (např. Galapágy). Nejdále na sever (až po 56° severní šířky) dosahuje opuncie Opuntia fragilis, která je rozšířena až po kanadské provincie Britská Kolumbie a Alberta. Do Kanady zasahuje také druh Opuntia humifusa. Na jihu přesahují 50° jižní šířky v argentinské Patagonii rody Maihuenia, Maihueniopsis a Pterocactus.
Hlavní centrum druhové diverzity je v suchých oblastech Mexika a přilehlé oblasti jihu USA. Tato oblast je zvláště bohatá na sloupcovité kaktusy (zejména rody Pachycereus, Stenocereus, Carnegiea, Myrtillocactus, Cephalocereus, Neobuxbaumia a Polaskia). Z nízkých kaktusů zde rostou zejména mamilárie (Mammillaria), Echinocereus a Coryphantha.
Další druhotné centrum diverzity je ve střední části jihoamerických And v oblasti Peru, Bolívie a severní Argentiny. Převažují zde kulovité kaktusy zejména z rodů Gymnocalycium, Echinopsis, Parodia a rebucie (Rebutia). Další centra lze nalézt v severovýchodní Brazílii (rody Pereskia, Tacinga, Facheiroa, Stephanocereus, Espostoopsis aj.), v oblasti středozápadní a jižní Brazílie, Paraguaye, Uruguaye a severovýchodní Argentiny (rody Frailea, Harrisia, Opuntia, Cereus, Gymnocalycium, Parodia), ve středním a severozápadním Chile (mnoho endemických druhů rodů Copiapoa a Eriosyce) a na Karibských ostrovech (endemické rody Consolea, Leptocereus a Dendrocereus). Dva monotypické endemické rody (Jasminocereus a Brachycereus) rostou na Galapágách.

Sloupcovité kaktusy v Arizoně (Carnegiea gigantea)
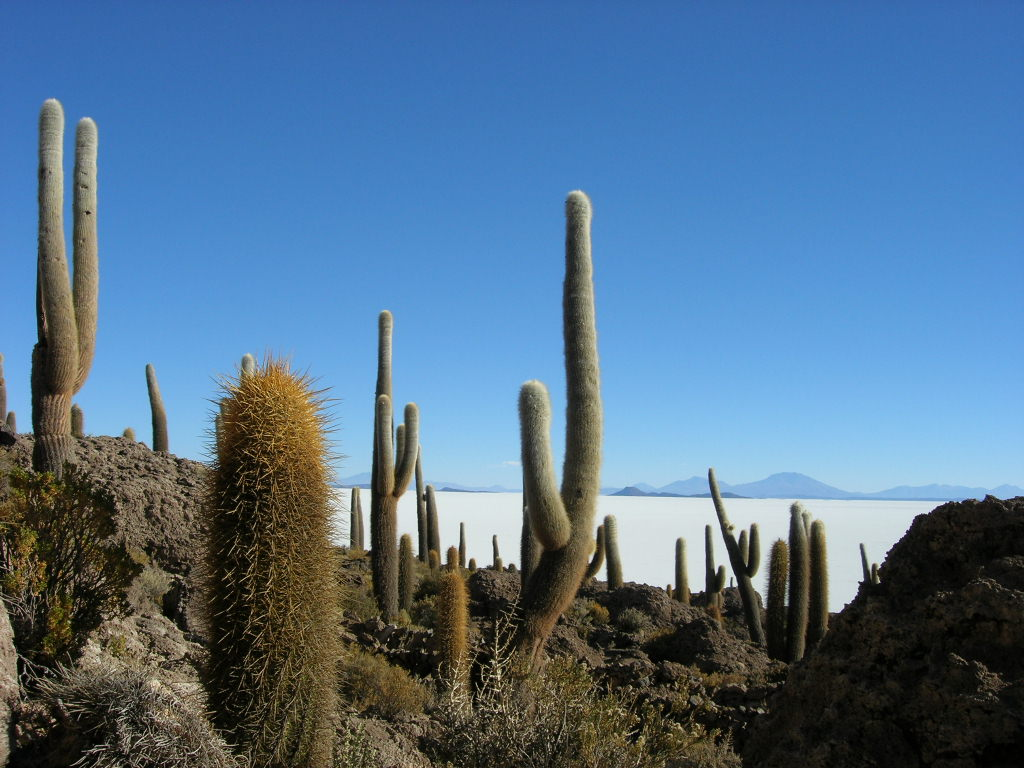
Kaktusy v Bolívii poblíž solné pláně Salar de Yuni
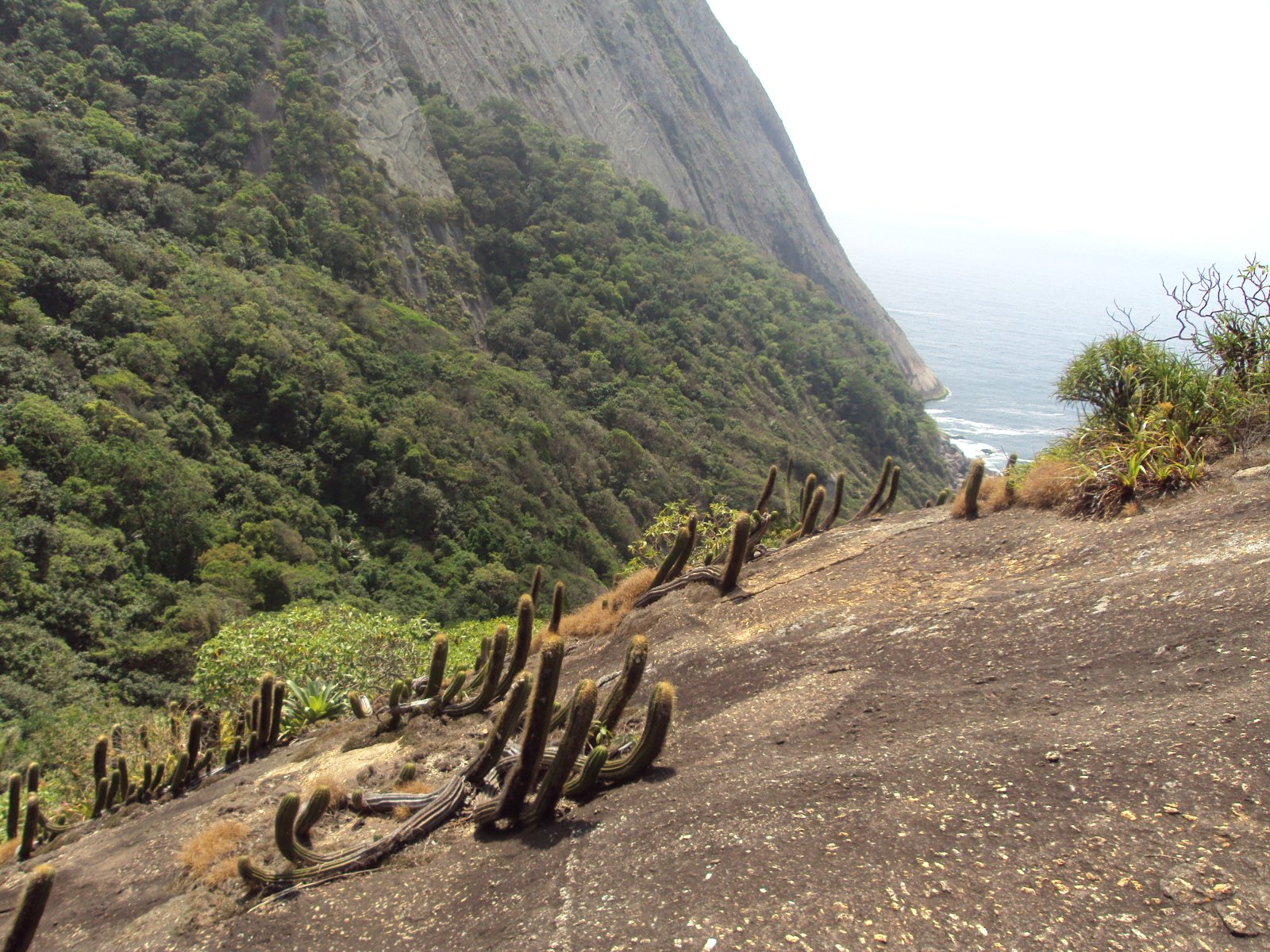
Kaktusy v jihovýchodní Brazílii (Coleocephalocereus fluminensis)
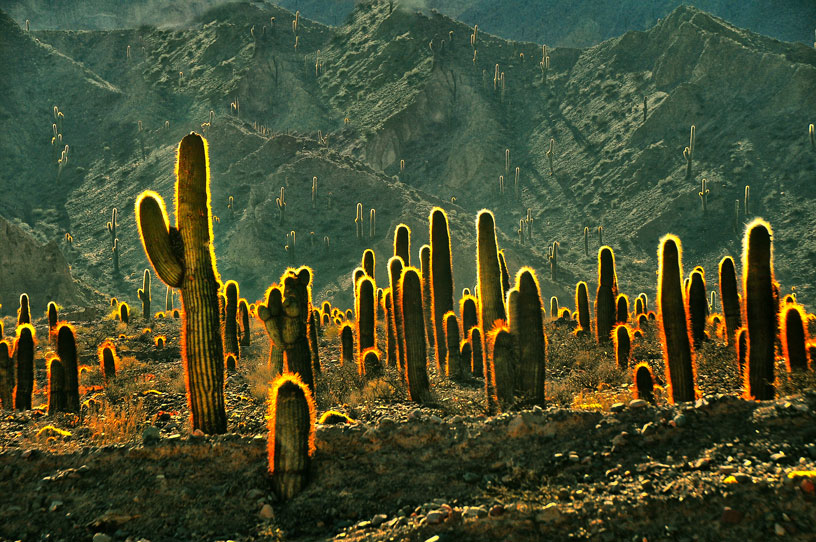
Sloupcovité kaktusy v severní Argentině
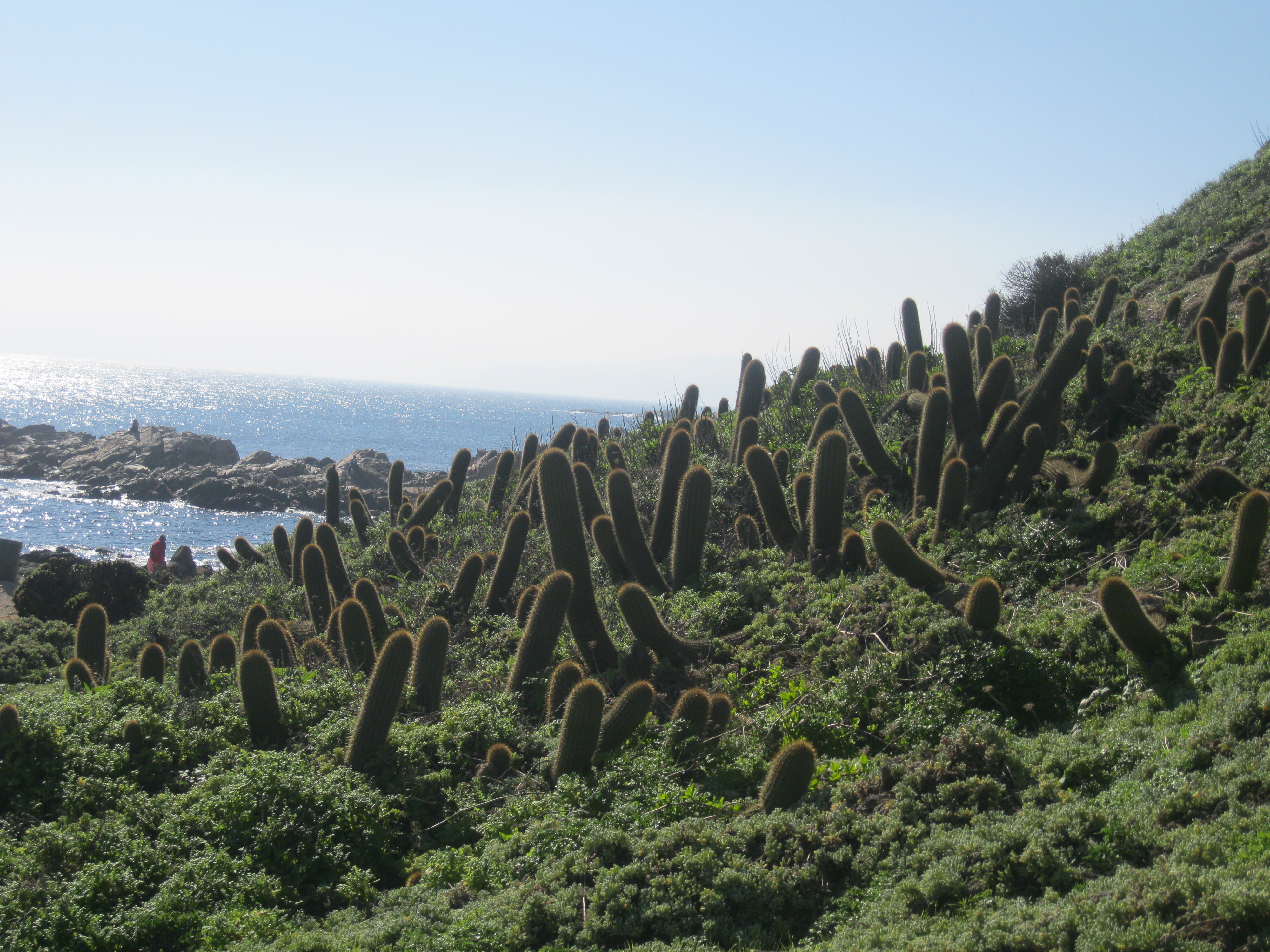
Kaktusy v Chile (Echinopsis sp.)

Kaktusy rostou i mimo území Ameriky. Opuncie jsou vysazovány v Jižní a Severní Africe, kde se používají jako píce nebo větrolamy. Opuncie rostou v Asii (Indie), v Evropě (Itálie, České republika) a v Austrálii. Invaze opuncií v Austrálii, např. Opuncie vzpřímená (Opuncia stricta) a Opuncie mexická (Opuntia ficus-indica) začala v 19. století, Opuncie byly vysazovány jako okrasné rostliny a živé ploty, poté se rozšířili do volné přírody a protože měly velmi příznivé podmínky pro růst, staly se velkým problémem. Vzhledem k plánovité biologické (motýlem Cactoblastis cactorum) a fyzické likvidaci kácením je jich tam dnes mnohem méně a jsou jako invazivní druh nadále likvidovány. Dalším druhem kaktusu rozšířeným mimo Ameriku je Rhipsalis baccifera, který je mimo značné části tropické Ameriky rozšířen i v tropické Africe, Madagaskaru a jiných ostrovech západního Indického oceánu a také na Srí Lance.

## Ekologie
Kaktusy rostou na široké škále stanovišť od vyprahlých pouští až po tropické deštné lesy. Největší počet druhů je ovšem soustředěn do suchých, polopouštních oblastí. V jihoamerických Andách dosahují až do nadmořských výšek okolo 5000 metrů. Některé stenoendemické druhy jsou svým výskytem omezeny na izolované výchozy vápenců, sádrovců nebo hadců.
Kaktusy se rozličnými způsoby přizpůsobily růstu a úspěšnému přežití v suchém prostředí. Většina druhů zcela ztratila zelené listy a fotosyntetizuje stonkem. Stonky jsou sukulentní, na povrchu chráněné tlustou pokožkou se zanořenými průduchy a obsahují pletiva, v nichž je shromažďována vláha. Často jsou ještě chráněny ostny nebo dlouhými vlasovitými chlupy. CAM metabolismus umožňuje mít průduchy v pokožce v denním žáru zavřené, čímž se omezují ztráty vody odparem. K otevření průduchů a výměně plynů dochází v noci. Kořenový systém bývá mělký a rozprostřený, u některých zástupců je přítomen i hluboký kůlovitý hlavní kořen.

## Ekologické interakce

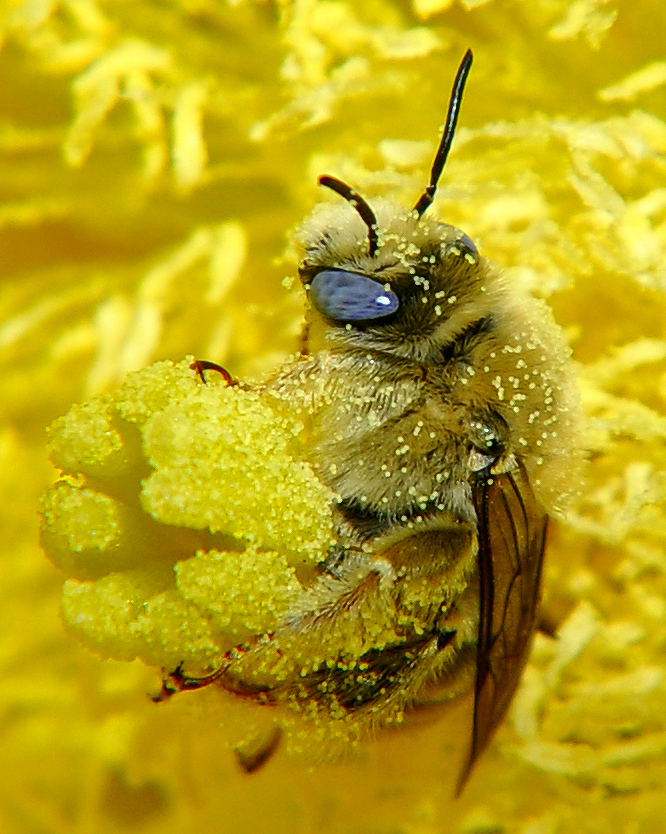
Včela na květu opuncie

Většina druhů kaktusů je cizosprašná, nejsou tedy schopny samoopylení. Většina kaktusů je opylována včelami, což je u kaktusů pokládáno za základní a původní způsob opylování. Některé druhy však mají specializovaný způsob opylení. Řada druhů rebucií má květy s úzkou květní trubkou a kolovitou korunou s odstávajícími korunními plátky, které jsou opylovány motýly. V rámci různých skupin kaktusů se nezávisle vyvinulo též opylování kolibříky s charakteristickými průvodními znaky, jako jsou červené, nevonné, trubkovité a často i dvoustranně souměrné květy vytvářející množství nektaru. Příkladem je Cleistocactus, Disocactus, Schlumbergera, Pereskia stenantha, Opuntia cochenillifera nebo mamilárie Mammillaria poselgeri. Řada druhů, zejména z podčeledi Cactoideae, je specializována na opylování lišaji (Epiphyllum phyllanthus, Selenicereus wittii) nebo netopýry (sloupcovité kaktusy Carnegiea, Pilosocereus, epifytní Weberocereus aj.).

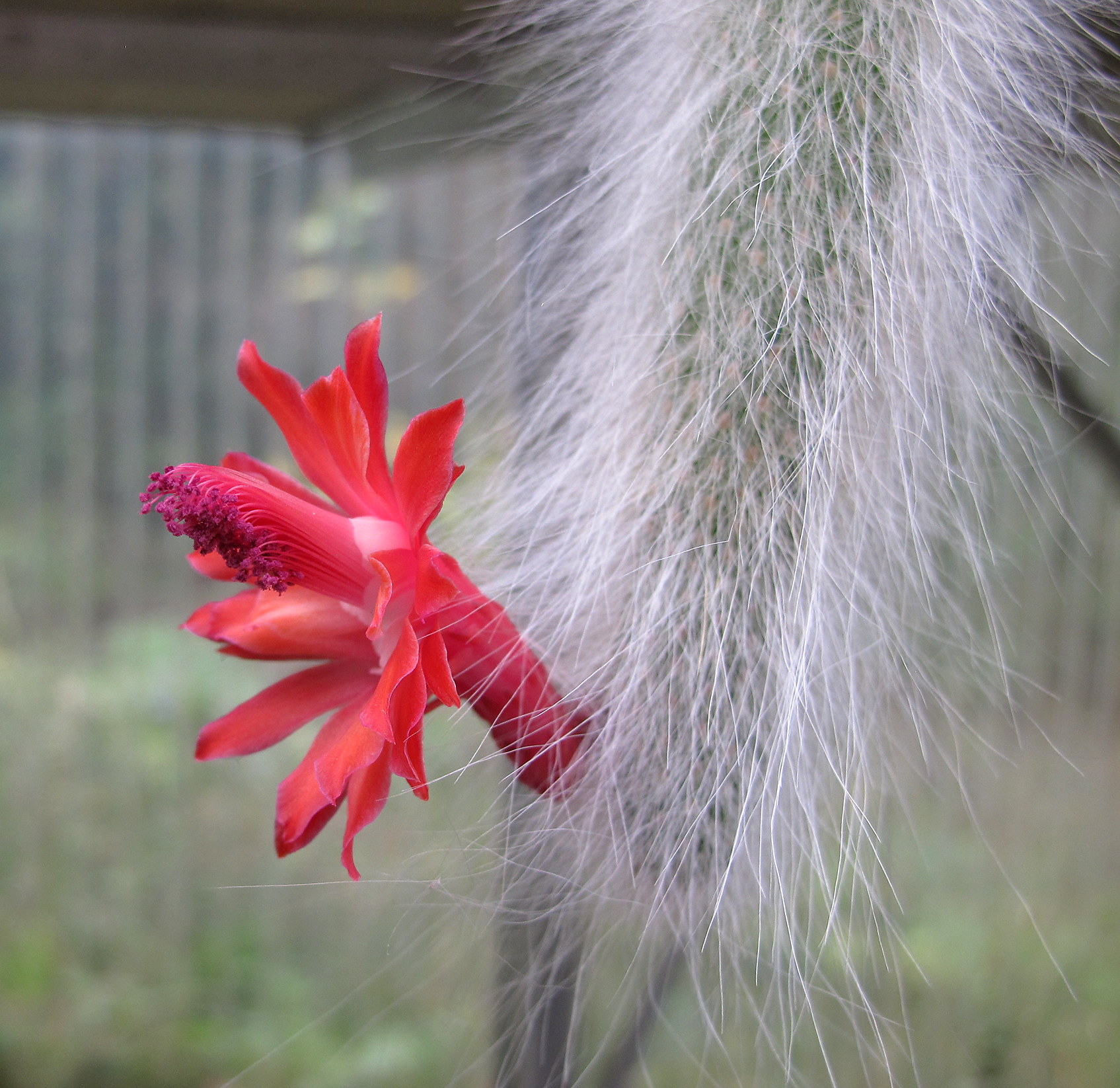
Květy Cleistocactus colademononis jsou opylovány kolibříky
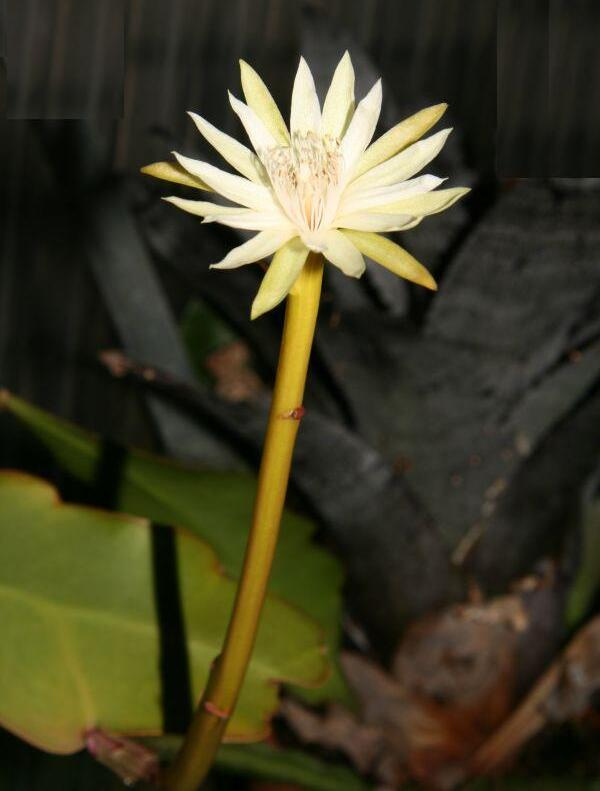
Květ Epiphyllum phyllanthus má velmi dlouhou květní trubku a je opylován lišaji
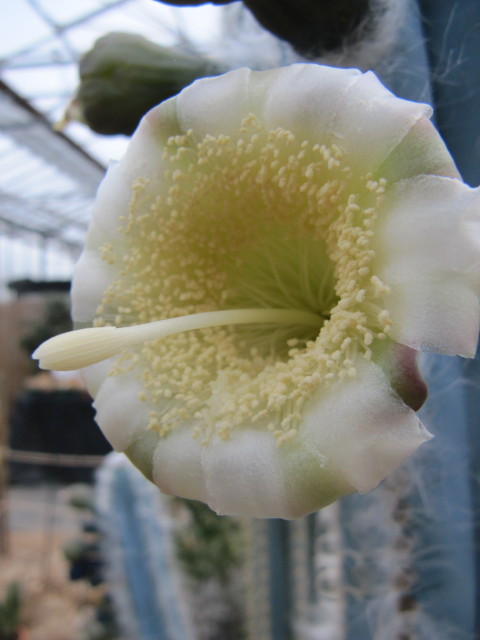
Květ Pilosocereus je specializován na opylování netopýry

V květech kaktusů jsou v přírodě poměrně často nacházeny různé druhy brouků a larvy řady druhů se v nich vyvíjejí, k opylování však významným způsobem nepřispívají.
Dužnaté a sladce chutnající plody většiny druhů jsou vyhledávány a šířeny zejména ptáky. U některých drobných kulovitých druhů se suchými plody se o šíření semen starají mravenci. Řada druhů (např. Cereus) má kombinaci obou typů šíření semen. Pokud se o plody nepostarají ptáci, uschnou na rostlině a po puknutí z nich vypadávají drobná semena, která vyhledávají mravenci pro dužnaté poutko (funiculus). Plody některých opuncií jsou silně ostnité a přichytávají se na srsti zvířat. Některé druhy opuncií, mamilárií aj. rodů se podobným způsobem šíří vegetativně pomocí snadno se odlamujících, ostnitých segmentů stonku. Plody některých druhů (Pereskia bahiensis, Acanthocereus brasiliensis) po dozrání opadávají na zem, kde puknou a vydávají sladkou vůni. Vyhledávají je různé větší druhy savců. Semena Pterocactus a Espostoa blossfeldiorum a celé, nafouklé plody některých druhů Neoporteria se šíří větrem. Drobounká semena některých druhů kulovitých kaktusů (např. Parodia) se šíří dokonce vodou, přičemž strofiola slouží jako plovák. Také Selenicereus wittii, epifytní druh rostoucí v periodicky zaplavovaných lesích Amazonie, má
Kaktusy zpravidla tvoří velké množství semen, úspěšnost uchycení semenáčků však bývá nízká. Semena rozšiřuje celá řada různých živočichů, jako jsou netopýři, hlodavci a jiní savci, ptáci, ještěrky, krabi, hmyz, a dokonce i ryby. Jsou šířena také větrem a vodou. V Karibiku přispívají k úspěšnému uchycení semenáčků hurikány.
Kaktusy představují v suchých oblastech významný zdroj potravy pro širokou škálu různých živočichů a poskytují jim i úkryt. Například dužnaté plody Carnegiea gigantea živí přinejmenším 20 různých druhů ptáků.

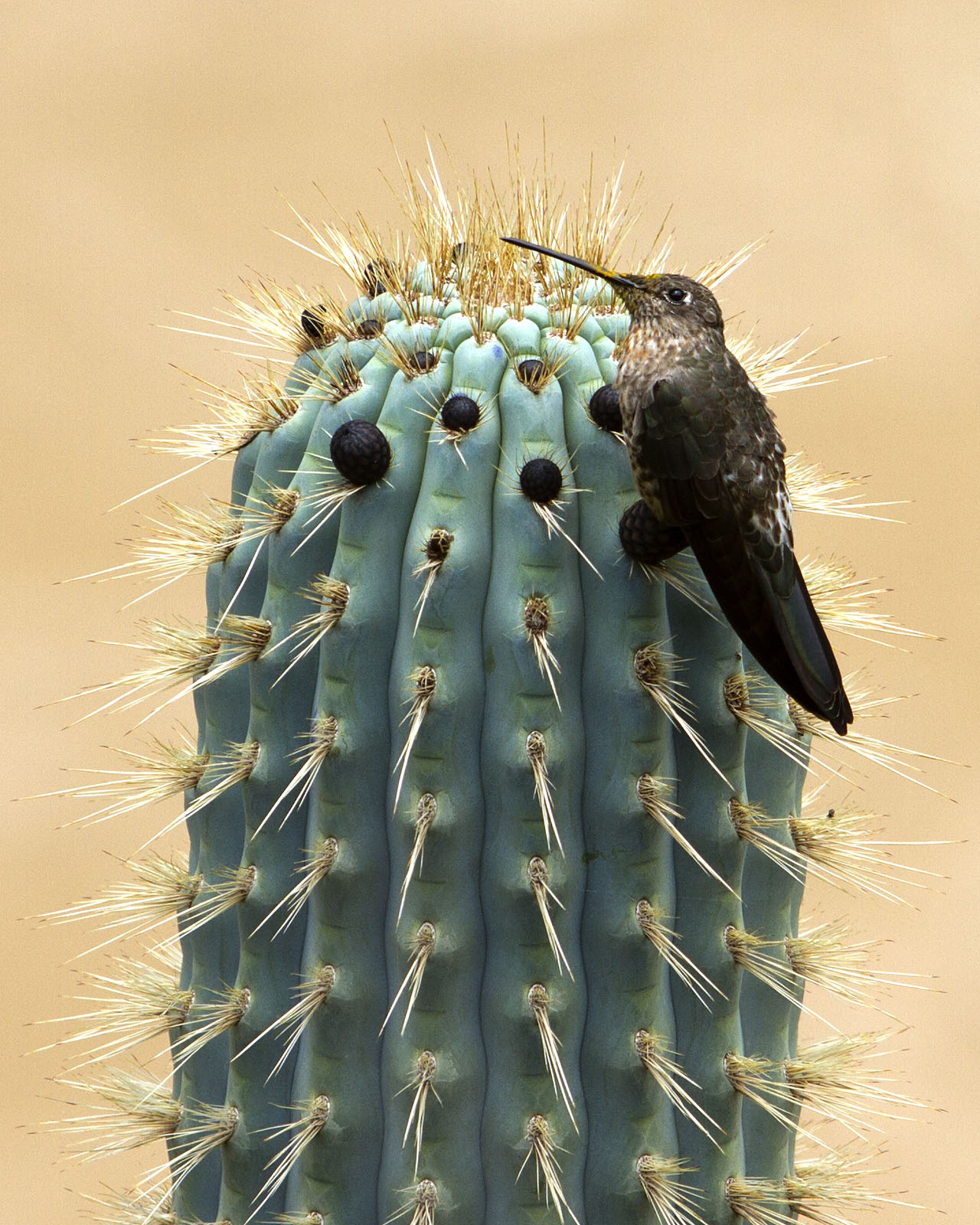
Kolibřík velký na kaktusu
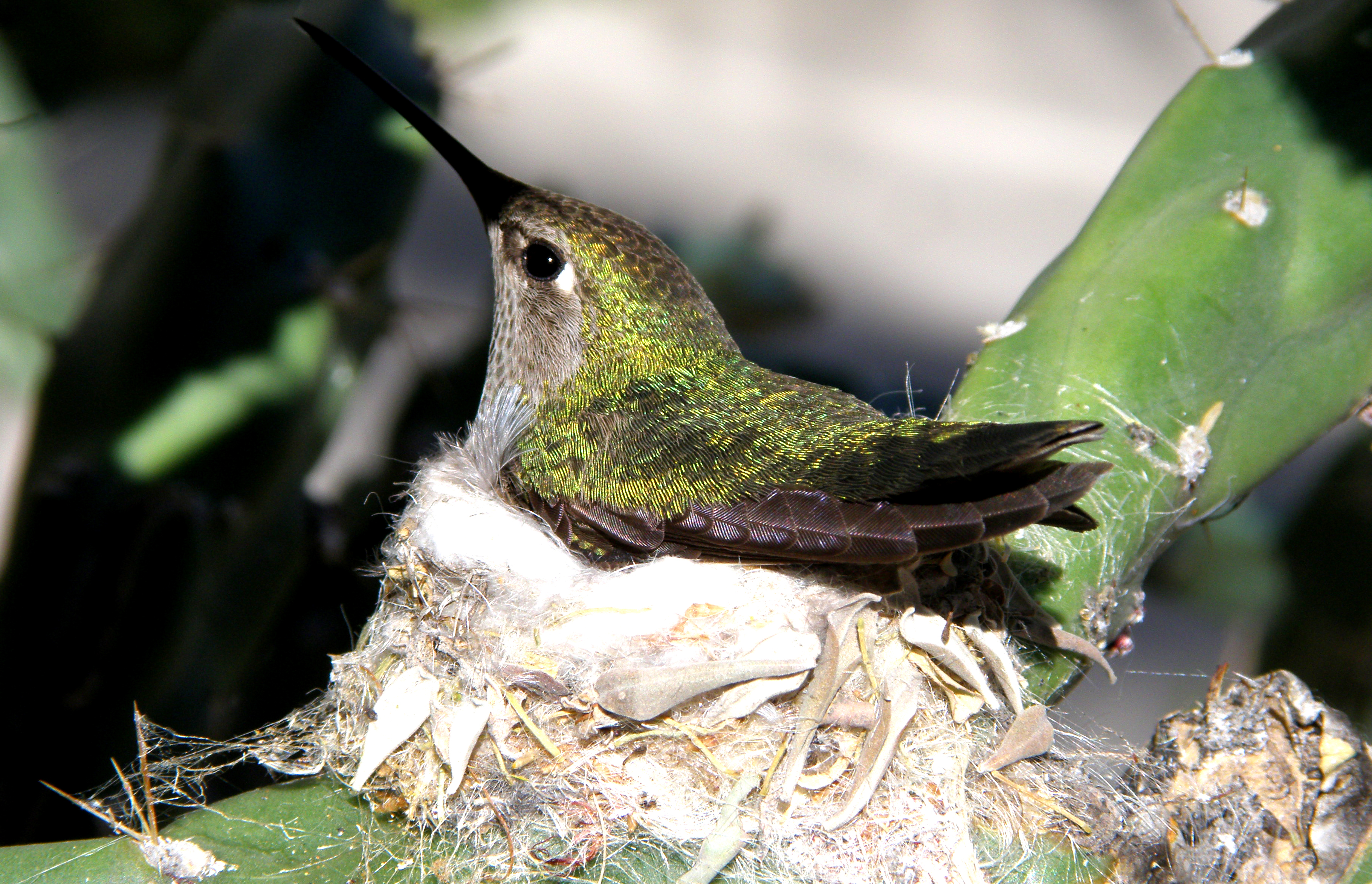
Kolibřík na hnízdě na opuncii v Arizoně

## Obsahové látky
U zástupců čeledi bylo zjištěno 60 různých alkaloidů. Nejčastěji se jedná o tyraminové alkaloidy a fenethylaminy. Kaktusy rodu ježunka obsahují značné množství halucinogenního meskalinu a příbuzných alkaloidů. U tohoto rodu a většiny zástupců Pachycereeae jsou obsaženy též tetrahydroisochinolinové alkaloidy (anhalidin, pellotin aj.). Častý je také obsah triterpenů, glykosidů a steroidních sloučenin. Fenolické sloučeniny jsou přítomny jen ve stopách a třísloviny chybějí.
Jasné zbarvení květů i plodů způsobují barviva betalainy, zatímco anthokyany zcela chybějí.

## Taxonomie
V klasických taxonomických systémech (Cronquist, Dahlgren, Tachtadžjan) byla čeleď Cactaceae řazena do řádu Caryophyllales. Podle výsledků molekulárních analýz je nejblíže příbuznou skupinou čeleď Anacampserotaceae, oddělená v systému APG III od čeledi Portulacaceae.
V současné taxonomii je uznáváno asi 1900 druhů kaktusů, počet dosud publikovaných druhových názvů však dosahuje 12000. Enormní počet neplatných názvů souvisí s pěstitelským zájmem o tyto rostliny.

## Rekordy v říši kaktusů

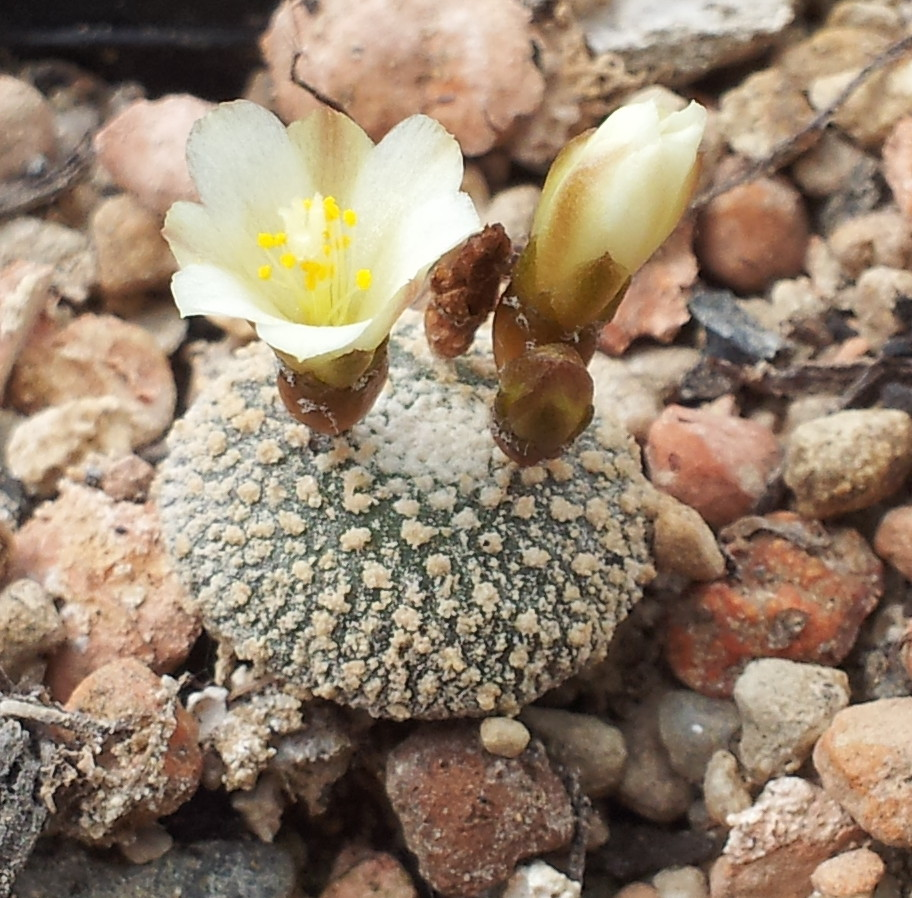
Blossfeldia liliputana, nejmenší kaktus světa

Nejvyšší druhy sloupcovitých kaktusů mohou dosáhnout výšek až 20 metrů. Jedná se o druh Carnegiea gigantea a některé druhy rodu Neobuxbaumia. Největší květy nalezneme u rodu Hylocereus. Dosahují délky až 30 centimetrů a obdobné šířky. Nejmenším druhem kaktusu je Blossfeldia liliputana. Tento kulovitý kaktus původem z jihoamerických And dosahuje velikosti jen 12 mm. Nejodolnějšími kaktusy vůči nízkým teplotám jsou některé opuncie. Severoamerické druhy Opuntia fragilis a Opuntia humifusa snášejí mráz až do -35 °C.

## Zástupci
- astrofytum (Astrophytum)
- hylocereus (Hylocereus)
- isolatocereus (Isolatocereus)
- kleistokaktus (Cleistocactus)
- opuncie (Opuntia)
- rebucie (Rebutia)
- ripsalis (Rhipsalis)
- saguaro (Carnegiea)
- selenicereus (Selenicereus)
- sklerokaktus (Sclerocactus)
- stetsonie (Stetsonia)
- telokaktus (Thelocactus)
- trichocereus (Trichocereus)[10]

## Význam
Opuncie mexická je pěstována v mnoha tropických a subtropických zemích pro jedlé plody. Na místních trzích mají význam i plody některých jiných kaktusů, zejména z rodů Hylocereus, Myrtillocactus, Echinocereus a Pereskia. Mladé stonky různých druhů opuncií se konzumují vařené a někdy slouží i jako krmivo pro dobytek. V Mexiku se kandují některé vonné druhy rodu Ferocactus.
Sloupcovité kaktusy se vysazují jako neprostupné zábrany a ohrazení. V některých oblastech bez stromů slouží stonky sloupcovitých kaktusů i v dnešní době jako palivo.
Aztékové a jiné mexické indiánské kmeny získávaly z červců nopálových žijících na opunciích červené barvivo. Tuto kulturu později převzali dobyvatelé a barvivo bylo známo jako karmín. Ačkoliv jeho využití z větší části vytlačila syntetická barviva, dosud se v některých zemích získává a slouží zejména v potravinářství (E 120) a kosmetice.
Některé kaktusy mají halucinogenní účinky. Mezi nejznámější náleží mexický peyotl (Lophophora williamsii) a jihoamerický San Pedro (Echinopsis pachanoi). Jejich využití má tisíciletou tradici.
Kaktusy mají nemalý význam jako okrasné rostliny a jsou pěstovány v nepřeberném množství druhů a forem.

## Pěstování kaktusů
Úspěšné pěstovaní kaktusů vyžaduje dodržení dvou podmínek, jednak respektování období vegetace a období zimního klidu a zadruhé opatrnou zálivku. Následující pravidla jsou obecná pro většinu druhů. Speciální požadavky vyžadují většinou jen druhy pěstované kaktusáři. Odlišně se pěstují epifytické kaktusy.

### Vegetační období
Vegetační období je od dubna do října. Kaktusy musí být umístěny na místo s přímým slunečním svitem. Vyžadují obvykle nad 5 hodin oslunění denně. Při kratším oslunění se výběr prosperujících druhů zužuje. Rostou, na temeni jsou vidět přirůstající nové areoly s trny a mladá světlejší pokožka. Kaktusy mají být díky zálivce napité. Zálivka začíná v dubnu, vrcholí v květnu a červnu. V červenci, kdy jsou noční teploty vysoké, mají některé druhy letní období klidu (Rebutia, Lobivia a další). Na podzim se již zálivka omezuje. Během vegetace je možné 2× až 4× doplnit zálivku o hnojiva. Po každé zálivce musí následovat proschnutí celého objemu substrátu. Trvalá vlhkost kořenů, žádoucí pro nesukulentní rostliny, vede k hnilobě kořenů a zániku. Během déletrvajících dešťů se zálivka vynechává. Sukulenty snadno vydrží několik měsíců bez zálivky, zatímco jedna nevhodná zálivka může vést k jejich zániku. Zálivku je možné doplnit o rosení.

### Přezimování
v období nedostatečného slunečního svitu v listopadu až březnu jsou kaktusy v období klidu odpovídajícímu stagnaci v suchém období na nalezištích. Vyžadují umístění v suchu a chladu. Většině druhů vyhovuje teplota 8 – 12 °C. Světlo je vhodné, ale není nutné. Zásadně se nezalévají, vodu nevyužijí a vede k hnilobě kořenů a zániku rostliny. Taktéž vysoká vzdušná vlhkost je nebezpečná. Běžně sesycháním ztrácí třetinu objemu.

### Přesazování
Kaktusy se přesazují dle potřeby, občas doporučované každoroční přesazování není nutné a u větších sbírek ani proveditelné. Traduje se z dob, kdy neexistovaly účinné postřiky proti kořenovým škůdcům. Nejvhodnější období na přesazování je jaro. Substrát má obsahovat jednu až dvě třetiny hrubšího propraného písku nebo antuky, složení zbývající zeminy není příliš podstatné. Kaktusy v přírodě během suchého období ztrácejí vedlejší kořeny, proto při přesazování nemá smysl zachovávat kořenový bal. Většinou se starý substrát zcela odstraní, včetně vedlejších kořenů a hlavní kořeny se zkrátí na polovinu až třetinu. Ranky se nechají několik dní zaschnout. Sází se do suchého substrátu a zalévá se nejdříve týden po zasazení.

### Hydroponie
neboli štěrková kultura. Místo běžného substrátu s obsahem zeminy se používá anorganický inertní materiál, obvykle písek a antuka o zrnění 2 – 6 mm, proprané a zbavené prachu. Takový substrát je chemicky inertní, nemění složení, je vzdušný, omezuje vývin škůdců a plísní a kaktusy v něm dobře koření. Snadno se regeneruje, propláchnutím se vyplaví organické zbytky a soli, propařením zničí škůdci. Při přesazování pak není nutné shánět novou zeminu. Do zálivky se asi 4× ročně přidává plné hnojivo s obsahem stopových prvků.

### Volná kultura
znamená umístění během vegetace v květnu až září do venkovního prostředí, např. do předokenních truhlíků, na balkon, na zvýšené místo třeba stůl do zahrady. Kaktusy vystavené přímému slunečnímu záření, střídání teplot během dne a ranní rose mají mohutné trny, vybarvenou pokožku, jsou otužilé a dobře kvetou. Není vhodná pro mexické pouštní druhy jako je Aztekium, Ariocarpus, Astrophytum, Sclerocactus, které během vegetace vyžadují vysoké teploty.

### Rozmnožování
Mnoho druhů vytváří odnože. Často je možné je lehce oddělit. Pevně přirostlé odnože je nutné v místě spojení odříznout, aby nedošlo k vytržení cévního svazku z mateční rostliny. Ranku je nutné nechat zaschnout, nesmí na ni přijít voda. Po zaschnutí se odnož zasadí a substrát se mírně zvlhčuje. Také je možné vyčkat na vytvoření zárodků kořenů bez zasazení na suchu a sázet až po jejich objevení.
Rozmnožování semeny vyžaduje především ochranu proti plísním a trpělivost. Substrát se sterilizuje přepařením, pěstební nádoby také nebo chemicky (peroxidem, lihem). Semena se očistí od zbytků pulpy a ošetřují se fungicidy. Drobná semena se do substrátu pouze zatlačují, nezasypávají se. Klíčí během 1 až 3 týdnů.

## Přehled rodů
Acanthocereus,
Acharagma,
Ariocarpus,
Armatocereus,
Arrojadoa,
Arthrocereus,
Astrophytum,
Austrocactus,
Austrocylindropuntia,
Aztekium,
Bergerocactus,
Blossfeldia,
Brachycereus,
Brasilicereus,
Brasiliopuntia,
Browningia,
Calymmanthium,
Carnegiea,
Castellanosia,
Cephalocereus,
Cereus,
Cintia,
Cipocereus,
Cleistocactus,
Cleistocana,
Coleocephalocereus,
Consolea,
Copiapoa,
Corryocactus,
Corynopuntia,
Coryphantha,
Cumulopuntia,
Cylindropuntia,
Dendrocereus,
Denmoza,
Discocactus,
Disocactus,
Echinocactus,
Echinocereus,
Echinopsis,
Epiphyllum,
Epithelantha,
Eriosyce,
Escobaria,
Escontria,
Espostoa,
Espostocactus,
Espostoopsis,
Eulychnia,
Facheiroa,
Ferocactus,
Frailea,
Geohintonia,
Grusonia,
Gymnocalycium,
Haageocereus,
Haagespostoa,
Harrisia,
Hatiora,
Hylocereus,
Jasminocereus,
Lasiocereus,
Leocereus,
Lepismium,
Leptocereus,
Leuchtenbergia,
Lophophora,
Maihuenia,
Maihueniopsis,
Mammillaria,
Matucana,
Melocactus,
Micranthocereus,
Mila,
Miqueliopuntia,
Myrtgerocactus,
Myrtillocactus,
Neobuxbaumia,
Neolloydia,
Neoraimondia,
Neowerdermannia,
Nopalea,
Obregonia,
Opuntia,
Oreocereus,
Oroya,
Ortegocactus,
Pacherocactus,
Pachycereus,
Parodia,
Pediocactus,
Pelecyphora,
Peniocereus,
Pereskia,
Pereskiopsis,
Pfeiffera,
Pierrebraunia,
Pilosocereus,
Polaskia,
Praecereus,
Pseudoacanthocereus,
Pseudorhipsalis,
Pterocactus,
Pygmaeocereus,
Quiabentia,
Rauhocereus,
Rebutia,
Rhipsalis,
Samaipaticereus,
Schlumbergera,
Sclerocactus,
Selenicereus,
Stenocactus,
Stenocereus,
Stephanocereus,
Stetsonia,
Strombocactus,
Strophocactus,
Tacinga,
Tephrocactus,
Thelocactus,
Tunilla,
Turbinicarpus,
Uebelmannia,
Weberbauerocereus,
Weberocereus,
Yavia,
Yungasocereus